# Coinmarketcap
Coinmarketcap é um site que fornece informações e dados como preços, volumes de negociação e capitalização de mercado em criptomoedas.

## Visão geral
A Coinmarketcap foi fundada em 2013 pelo programador de TI Brandon Chez na cidade de Nova York. Em maio de 2016, a Coinmarketcap lançou sua primeira API pública. No final de 2017, ele montou sua equipe principal para gerenciar o site. Em 2018, de acordo com o The Wall Street Journal, o Coinmarketcap se tornou um dos sites com maior tráfego do mundo.
Em março de 2019, dois índices de referências de criptomoedas CMC foram listados na Nasdaq, Bloomberg Terminal e Refinitiv. Em abril de 2020, a Binance, uma troca de criptomoedas, adquiriu a Coinmarketcap por um valor não revelado. Em novembro de 2021, Coinmarketcap foi citado por Vice, o New York Times e alguns outros meios de comunicação por alertar os usuários sobre o esquema de fraude de moedas "Squid".